# Petronio Probino (console 341)
Petronio Probino (latino: Petronius Probinus; fl. 341-346) è stato un politico romano, console e praefectus urbi.

## Biografia
Probino apparteneva ad una famiglia, la gens Petronia, che diede molti ufficiali di alto rango all'impero nel IV-V secolo: era figlio di Petronio Probiano, praefectus urbi di Roma dal 329 al 331, mentre suo figlio Sesto Petronio Probo fu prefetto del pretorio; tra i suoi nipoti ci furono i consoli del 395, Anicio Probino e Anicio Ermogeniano Olibrio, il console del 406 Anicio Petronio Probo e l'aristocratica Anicia Faltonia Proba.
Probino fu console posterior nel 341  e praefectus urbi di Roma dal 5 luglio 345 al 26 dicembre 346.